# Julia Irvine

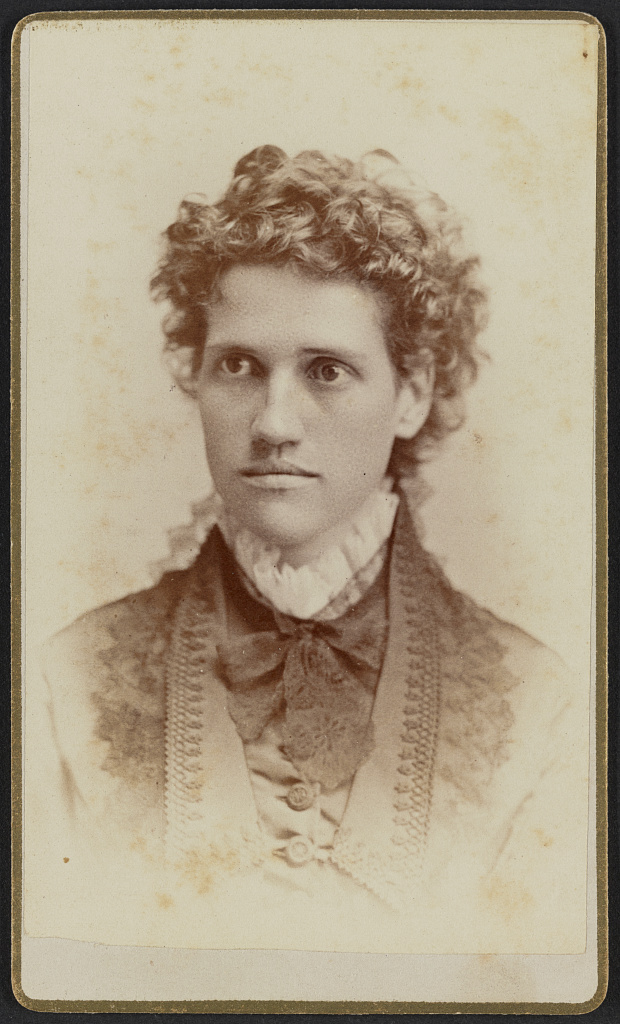
Julia Thomas Irvine

Julia Josephine Thomas Irvine (* 1848 in Chatham, Pennsylvania; † 1930) war eine US-amerikanische Pädagogin und Hochschullehrerin. Sie war die vierte Präsidentin des Wellesley College.

## Leben und Werk
Irvine wurde als jüngste Tochter der Ärztin und Suffragistin Mary M. Thomas und Meyers Owen Thomas aus Indiana geboren und absolvierte 1875 die Cornell University. 1890 wurde sie Professorin für Griechisch am Wellesley College und heiratete Charles J. Irvine. 1894 wurde sie am Wellesley College als Präsidentin eingesetzt und erließ eine Reihe von Reformen. Sie beseitigte einige Regeln für die Studenten wie beispielsweise das Verbot der Sonntagsbibliothekszeiten und die obligatorische Teilnahme an den Veranstaltungen in der Kapelle. Sie teilte die Mathematikabteilung in die Reine Mathematik und die Angewandte Mathematik.  In den akademischen Abteilungen wurden sieben Professoren entlassen, insbesondere diejenigen, die keinen Hochschulabschluss besaßen. Diese Maßnahmen führten zu einer Entfremdung mit dem Kollegium und sie ging 1899 in den Ruhestand. Ihre Nachfolgerin wurde Caroline Hazard. Sie zog anschließend nach Frankreich. 1913 kehrte sie unter der Präsidentschaft von Ellen Fitz Pendleton an das Wellesley College zurück und unterrichtete bis 1914 in der französischen Abteilung.